# Bogdan Stelea
Bogdan Gheorghe Stelea (Bucareste, 5 de dezembro de 1967) é um ex-futebolista e treinador de futebol romeno que atuava como goleiro.

## Carreira

### Inicio
Stelea iniciou a carreira no Dinamo Bucareste em 1986, tendo seu concorrente de posição na Seleção Romena, Florin Prunea, como companheiro de equipe. Foi emprestado ao Politehnica Iaşi no ano seguinte, com o intuito de ganhar mais experiência, mas não jogou nenhuma partida.
Regressou ao clube da capital e após a temporada 1991–92, assinou contrato com o Mallorca. Seu primeiro jogo pelo clube das Ilhas Baleares foi contra o Real Madrid (que ganhou por 2–0, gols de Gheorghe Hagi e Alfonso Pérez). Após passagens modestas por Standard de Liège, Rapid, Samsunspor e Steaua Bucareste, o goleiro foi contratado pelo Salamanca, onde atuou até 2004. Após o final de seu contrato com os Charros, retornou ao Dínamo e jogou por uma temporada.
Em 2005, assinou um contrato com o modesto Akratitos da Grécia, atuando em 14 partidas antes de retornar à Romênia para defender o Oţelul Galaţi, mas não disputou nenhum jogo em decorrência de lesões. Após passagens por Unirea Urziceni (onde chegou a ter problemas com o técnico Dan Petrescu, outro ex-companheiro de Seleção Romena) e Braşov, o goleiro encerrou a carreira aos 41 anos.

## Carreira na Seleção
Stelea fez sua estréia pela Seleção Romena em 1988, aos 21 anos, numa partida contra Israel, e participou de três Copas do Mundo: 1990 (foi reserva de Silviu Lung), 1994 (titular nos jogos contra Colômbia e Suíça, perdeu a vaga para Prunea no restante da campanha) e 1998 (titular nas 4 partidas da seleção) e duas Eurocopas: 1996 (titular em 2 jogos, e reserva de Prunea em outro) e 2000 (atuou nos 4 jogos da equipe). Sua última partida internacional foi em fevereiro de 2005, contra a Eslováquia.

## Pós-aposentadoria
Aposentado dos gramados, o ex-goleiro regressou à Seleção Romena como auxiliar-técnico, função que exerceria até 2011. C
Foi ainda treinador de Astra Ploiești (2012), Seleção Sub-21 da Romênia (2013–14) e Viitorul Constanța, onde não venceu nenhuma partida nas 4 primeiras rodadas do Campeonato Romeno e deixou o cargo em 2014

## Vida pessoal
Seu filho, Bogdan Stelea Jr., também seguiu carreira no futebol e atuou como lateral-esquerdo.

## Títulos
Dinamo Bucareste
- Campeonato Romeno: 1989–90, 1991–92
- Copa da Romênia: 1989–90, 2004–05

Steaua Bucareste
- Campeonato Romeno: 1995–96, 1996–97
- Copa da Romênia: 1995–96, 1996–97
- Supercopa da Romênia: 1995

Rapid Bucareste
- Copa da Romênia: 2001–02